# Shatapatha-Brahmana
Das Shatapatha-Brāhmana (Sanskrit, शतपथ ब्राह्मण śatapatha brāhmaṇa, das „Brāhmaṇa der hundert Pfade“) gehört zu den altindischen Brāhmana-Texten des Veda, der heiligen Schriften des Hinduismus. Es ist einer der Prosa-Texte, der die mit dem weißen Yajurveda (Shukla Yajurveda) verbundenen vedischen Rituale beschreibt.

## Rezensionen
Das Shatapatha-Brāhmana ist in zwei Rezensionen überliefert: Madhyandina des Vajasaneyi Madhyandina-Śākhā und Kanva des Kanva-Shakha, ersteres mit den eponymen 100 Brāhmanas in 14 Büchern, und letzteres mit 104 Brāhmanas in 17 Büchern. Linguistisch gehört es zur Brāhmana-Periode des vedischen Sanskrit, das in die erste Hälfte des 1. Jahrtausends v. Chr. datiert wird.
Von Interesse sind die darin eingebetteten mythologischen Abschnitte mit Mythen von der Schöpfung und der Sintflut von Manu. Der Text beschreibt detailliert die Vorbereitung des Altars, der Zeremonialobjekte, Ritualrezitationen und das Soma-Trankopfer, zusammen mit den symbolischen Attributen eines jeden Aspektes der Rituale.
Auch die Jenseits-Wanderung des heiligen Sehers Bhrigu, ein Sohn des Gottes Varuṇa, ist darin enthalten.
Die 14 Bücher der Madhyandina-Rezension können in zwei große Hauptteile eingeteilt werden. Die ersten neun Bücher haben genaue Textkommentare, oft Zeile für Zeile, von den ersten 18 Büchern der entsprechenden Saṃhitā des Yajurveda. Die folgenden 5 Bücher behandeln ergänzendes und rituell neueres Material, außerdem enthalten sie die berühmte Bṛhadāraṇyaka upaniṣad, die fast das ganze letzte Buch 14 umfasst.
Das Shatapatha-Brāhmana wurde von Julius Eggeling im späten 19. Jahrhundert ins Englische übersetzt. Die fünf Bände sind in der Buchreihe Sacred Books of the East enthalten.

## Zitat
„Es gibt zwei Arten von Göttern: erstens die Götter, und dann die Brahmanen, welche die Veden gelernt haben und sie rezitieren; diese sind menschliche Götter.“

## Ausgaben und Übersetzungen
- J. Eggeling: Satapatha Brahmana, in: Sacred Books of the East, Bde. 12, 26, 41, 43, 44 (Nachdruck), Oxford 1882–1900. (Online)